# Bruno Georges
Bruno Georges (* 15. Dezember 1892 in Hamburg; † 31. Mai 1968 in Reinsehlen bei Schneverdingen) war ein deutscher Polizist und von 1945 bis 1952 Polizeichef sowie von 1952 bis 1958 Polizeipräsident in Hamburg.

## Leben
Nach Besuch der Volksschule (1899 bis 1906) und der Seemannsschule (bis 1907) fuhr Georges von 1908 bis 1910 auf dem Segelschiff „Bellas“ zur See. Als Freiwilliger diente er von 1910 an für vier Jahre bei der Kaiserlichen Marine. 1914 wurde er Obermatrose, während des Ersten Weltkrieges 1915 Feuerwerkermaat und 1916 Oberfeuerwerkermaat. Georges wurde mit dem Eisernen Kreuz II. Klasse ausgezeichnet. In der Skagerrakschlacht wurde er verwundet und wechselte 1918 zur U-Boot-Waffe. 1918 wurde er in Hamburg 2. Vorsitzender des Obersten Marinerates der Niederelbe und war vom 11. Dezember 1918 bis zum 19. Juli 1919 Leiter der Hafen- und Sicherheitstruppe. 1918 trat er in die SPD ein. Im Dezember 1919 schied er aus der Marine aus und arbeitete zunächst bei der Schokoladenfabrik Reichhardt in Wandsbek. 
1920 trat Georges als Oberwachtmeister in die Ordnungspolizei ein. Nach erfolgreicher Oberbeamtenprüfung wurde er im Dezember 1920 Polizeileutnant und im April 1923 zum Polizeioberleutnant befördert. 1922 gehörte Georges zu den Begründern der Vereinigung Republik, der Vorläuferorganisation des Reichsbanners Schwarz-Rot-Gold, der Kampforganisation der demokratischen Kräfte in der Weimarer Republik. Für den Reichsbanner verfasste er zahlreiche Schriften und gehörte mit Theodor Haubach zu den bekanntesten Rednern und Funktionären des Banners. Seit Juli 1927 war er als Polizeihauptmann u. a. als Wachbereitschaftsführer tätig. Von 1930 bis 1933 leitete er den Außendienst der Hafen- und Schifffahrtspolizei (Haschipo). 
Nach der nationalsozialistischen „Machtergreifung“ wurde Georges am 7. März 1933 durch Senator Alfred Richter vom Dienst beurlaubt und im Juni 1933 auf der Grundlage des „Gesetzes zur Wiederherstellung des Berufsbeamtentums“ entlassen, da er „nicht die geringste Gewähr“ bot, für den Nationalsozialismus einzutreten. Von 1933 bis 1945 war er im kaufmännischen Bereich beim Unternehmen Wulff, Fürst & Co tätig. Im Februar 1933 heiratete Georges Gertrud Schäfer. Mit ihr hatte er eine Tochter.

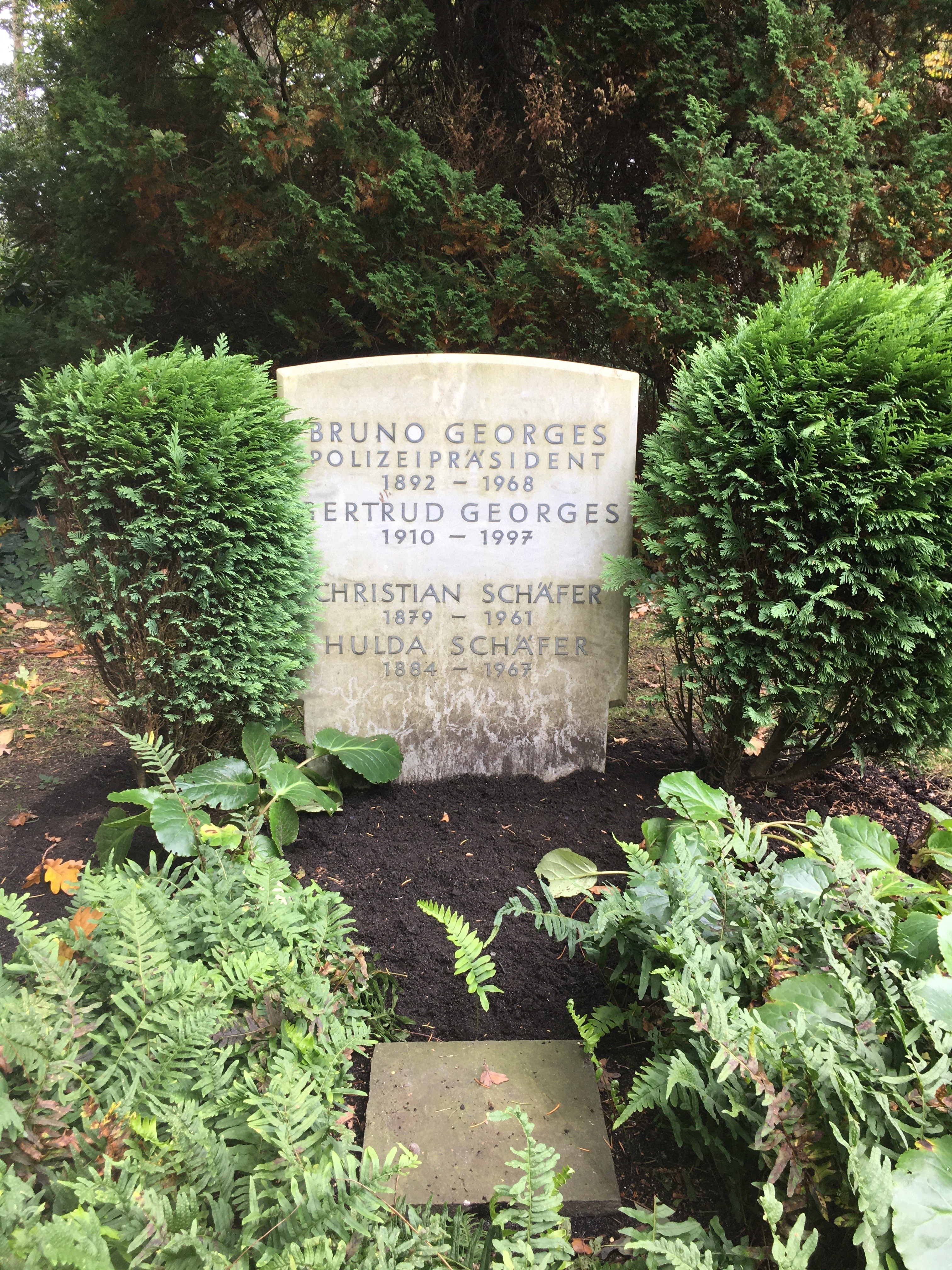
Grabstätte auf dem Friedhof Ohlsdorf

Nach der Befreiung vom Nationalsozialismus wurde er am 26. Mai 1945 von der britischen Militärregierung als Nachfolger von Lothar Danner mit der Führung der Hamburger Polizei beauftragt. Am 1. August 1945 wurde er Kommandeur der Polizei. Dieses Amt wurde durch die britische Militärverwaltung im Dezember 1945 in „Polizeichef“ umbenannt. 1952 wurde das in das neu geschaffene Amt des Polizeipräsidenten umgewandelt, auch weil Georges sonst mit 60 Jahren als aktiver Polizeibeamter aus dem Dienst hätte ausscheiden müssen. Als Polizeipräsident und damit als Verwaltungsbeamter blieb er bis zum 31. März 1958 im Amt. 
Einen besonderen Schwerpunkt seiner Tätigkeit bildete die präventive Arbeit und die Unterstützung notleidender Kinder in der unmittelbaren Nachkriegszeit. Georges kümmerte sich intensiv um die Angehörigen der im Dienst umgekommenen Polizeibeamten. Durch seine Aktivitäten gelang es in der Bevölkerung neues Vertrauen in die Arbeit der Polizei zu erreichen. Eine Herzkrankheit schränkte ihn in seinen weiteren Tätigkeiten bis zu seinem Tod 1968 stark ein. Er verstarb im Krankenhaus in Reinsehlen. 
Der Vorplatz des neuen Hamburger Polizeipräsidiums in Winterhude wurde am 7. September 2001 nach Bruno Georges benannt. Er ruht auf dem Friedhof Ohlsdorf im Planquadrat A 18 südlich von Kapelle 3.